# William Hansen (hockeyer)
William Hansen (Ukkel, 4 april 1939) is een Belgisch voormalig hockeyer.

## Levensloop
Hansen was actief bij Royal Léopold HC.
Daarnaast maakte hij deel uit van het Belgisch hockeyteam, waarmee hij onder meer deelnam aan de Olympische Zomerspelen van 1968. Ook maakte hij deel uit van de nationale equipe die in 1959 werd bekroond met de 'Nationale trofee voor sportverdienste'.